# Kreis Vâlcea

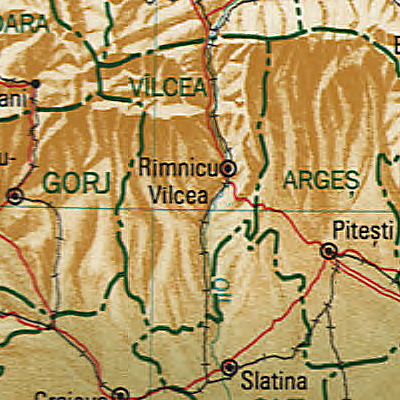
Karte des Kreises Vâlcea

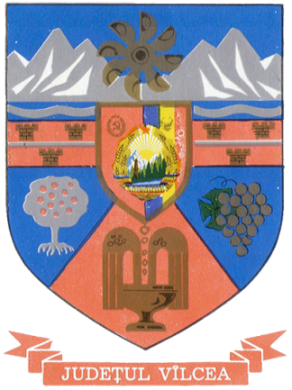
Wappen des Kreises Vâlcea, zur Zeit des Realsozialismus

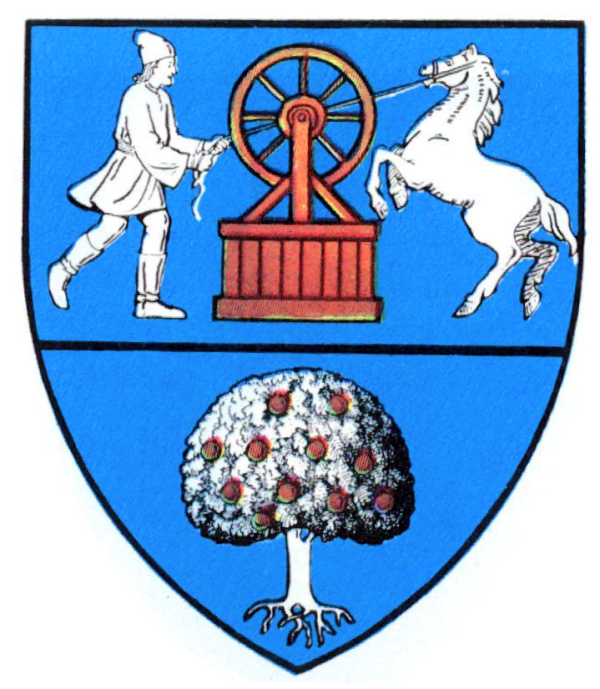
Wappen des Kreises Vâlcea, in der Zwischenkriegszeit

Vâlcea [ˈvɨlt͜ʃe̯a] ist ein rumänischer Kreis (Județ) in der Region Walachei mit der Kreishauptstadt Râmnicu Vâlcea. Seine gängige Abkürzung und das Kfz-Kennzeichen sind VL.
Der Kreis Vâlcea grenzt im Norden an den Kreis Sibiu, im Osten an den Kreis Argeș, im Südosten sowie im Süden an den Kreis Olt, im Südwesten an den Kreis Dolj, im Westen an den Kreis Gorj und im Nordwesten an die Kreise Hunedoara und Alba.

## Demografie
Im Jahr 2002 hatte der Kreis Vâlcea 413.247 Einwohner und eine Bevölkerungsdichte von 72 Einwohnern pro km². Davon waren 408.178 Rumänen, 3.955 Roma, 332 Ungarn, 136 Deutsche, 36 Türken, 33 Italiener.
2011 hatte der Kreis 371.714 Einwohner somit eine Bevölkerungsdichte von 64 Einwohnern pro km².

## Geographie
Der Kreis hat eine Gesamtfläche von 5765 km², dies entspricht 2,41 % der Fläche Rumäniens.
Auf der Südseite der Südkarpaten (Carpații Meridionali) gelegen, wird der Kreis vom Fluss Olt (Alt) auf einer Länge von ca. 130 Kilometern in Nord-Süd-Richtung durchquert. Der größere Teil des Kreises – westlich des Flusses Olt – liegt in der Kleinen Walachei; der Teil östlich vom Alt in der Großen Walachei. Entlang des Flusses Olt sind im Kreis Vâlcea zehn Stauseen errichtet worden. Der größte Stausee ist der Vidra-Stausee; dieser befindet sich am Fluss Lotru im Nordwesten des Kreises. Des Weiteren befindet sich am Lotru der Brădișor-Stausee zwischen dem Lotru- und dem Căpățână-Gebirges.

## Verkehr
Die europäische Fernstraße (Drum european) auf dem Gebiet des Kreises ist die:
- Europastraße 81 von Satu Mare über Aiud–Alba Iulia–Râmnicu Vâlcea–Pitești nach Bukarest.

Nationalstraßen (Drum național) auf dem Territorium des Kreises sind die:
- Nationalstraße DN67 von Râmnicu Vâlcea über Târgu Jiu nach Drobeta Turnu Severin (Kr. Mehedinți).
- Nationalstraße DN64 von Râmnicu Vâlcea über Drăgășani nach Caracal (Kr. Olt).

Bahnstrecken auf dem Territorium des Kreises sind die:
- Bahnstrecke Podu Olt–Piatra Olt
- Bahnstrecke Băbeni–Alunu

## Städte und Gemeinden
Der Kreis Vâlcea besteht aus offiziell 608 Ortschaften. Davon haben 11 den Status einer Stadt, 78 den einer Gemeinde und die übrigen sind administrativ den Städten und Gemeinden zugeordnet.
Größte Orte
| Stadt/Gemeinde            | Einwohner |
| ------------------------- | --------- |
| Râmnicu Vâlcea            | 93.151    |
| Drăgășani                 | 15.617    |
| Băbeni                    | 07.570    |
| Călimănești               | 07.348    |
| Mihăești                  | 06.799    |
| Budești                   | 06.652    |
| Horezu                    | 06.467    |
| Brezoi                    | 05.696    |
| Bujoreni                  | 05.305    |
| Frâncești                 | 04.989    |
| Bălcești                  | 04.235    |
| Berbești                  | 04.231    |
| Băile Olănești            | 03.750    |
|                           |           |
| Ocnele Mari               | 03.134    |
|                           |           |
| Băile Govora              | 02.158    |
| (Stand: 1. Dezember 2021) |           |